# Koppenhágai labdarúgó-bajnokság
A koppenhágai labdarúgó-bajnokság volt a második szervezett labdarúgó-bajnokság Dániában, melyet 1903 és 1936 között rendeztek meg. Nevéből adódóan csak koppenhágai csapatok vettek részt benne.